# Rapallo
Rapallo é uma comuna italiana da região da Ligúria, província de Génova, com cerca de 30.224 habitantes. Estende-se por uma área de 33,70 km², tendo uma densidade populacional de 897 hab/km². Faz fronteira com Avegno, Camogli, Cicagna, Coreglia Ligure, Recco, San Colombano Certénoli, Santa Margherita Ligure, Tribogna, Zoagli.

## Demografia
| Variação demográfica do município entre 1861 e 2011                               |
|                                                                                   |
| Fonte: Istituto Nazionale di Statistica (ISTAT) - Elaboração gráfica da Wikipedia |